# ハプログループT (Y染色体)

ハプログループTの分布

ハプログループT (Y染色体)（ハプログループT (Yせんしょくたい)、英: Haplogroup T (Y-DNA)）とは分子人類学において人類の父系を示すY染色体ハプログループ（型集団）の分類で、ハプログループK (Y染色体)の子系統で、「M184/PAGES34/USP9Y+3178, M272, PAGES129, L810, L455, L452, L445」の変異によって定義されるグループである。19,000-30,000年前に、西アジアで誕生した。

## 分布
ハプログループTは全体に低頻度ながら西アジア、インド、中央アジア、アフリカ、ヨーロッパにみられる。特にアフリカ北東部で高頻度であり、ソマリ人の82%(14/17)、en:Anteonyの60%(22/37)、フラニ族の18%(3/17)観察された例がある。西アジアにおいてはアルメニア人に12%、アッシリア人に10%など、ヨーロッパではen:Marchigianoで100%(2/2)、ギリシャ南東部で33%(2/6)、シチリアに18%(5/28)などである。またカザフやウイグルにもみられ、インドのいくつかの部族で高頻度である。

## 下位系統
2012 ISOGG Tree　による系統樹
- T (L445, L452, L455/PF5670, PR4091, L810, M184/Page34/USP9Y+3178, M272/PF5667, Page129) 
  - T1 (L206, L490) 
    - T1a (M70/Page46/PF5662, PAGES78) 
      - T1a1 (L162/Page21, L299, L453/PF5617, L454) 
        - T1a1a (L208/Page2, L905) 
          - T1a1a1 (P77)
          - T1a1a2 (P321) 
            - T1a1a2a (P317)

      - T1a2 (L131) 
        - T1a2a (P322, P328)
        - T1a2b (L446)

      - T1a3 (L1255)